# Volutaphis schusteri
Volutaphis schusteri är en insektsart. Volutaphis schusteri ingår i släktet Volutaphis och familjen långrörsbladlöss. Inga underarter finns listade i Catalogue of Life.